# Herman II. Švapski
Herman II. Švapski (? – 1003.) bio je švapski vojvoda od 997. godine pa do svoje smrti 1003.
Naslijedio je oca Konrada i oženio princezu Gerbergu, s kojom je imao kćer Gizelu, preko koje je bio djed Henrika III., cara Svetog Rimskog Carstva.